# Grand Meadow
Grand Meadow és una població dels Estats Units a l'estat de Minnesota. Segons el cens del 2000 tenia 945 habitants.

## Demografia
Segons el cens del 2000, Grand Meadow tenia 945 habitants, 395 habitatges, i 233 famílies. La densitat de població era de 570,1 habitants per km².
Dels 395 habitatges en un 28,4% hi vivien nens de menys de 18 anys, en un 49,1% hi vivien parelles casades, en un 7,3% dones solteres, i en un 40,8% no eren unitats familiars. En el 35,2% dels habitatges hi vivien persones soles el 16,5% de les quals corresponia a persones de 65 anys o més que vivien soles. El nombre mitjà de persones vivint en cada habitatge era de 2,29 i el nombre mitjà de persones que vivien en cada família era de 3,04.
Per edats la població es repartia de la següent manera: un 24,4% tenia menys de 18 anys, un 8,7% entre 18 i 24, un 28% entre 25 i 44, un 18,9% de 45 a 60 i un 19,9% 65 anys o més.
L'edat mediana era de 37 anys. Per cada 100 dones de 18 o més anys hi havia 78,9 homes.
La renda mediana per habitatge era de 38.188 $ i la renda mediana per família de 46.667 $. Els homes tenien una renda mediana de 29.427 $ mentre que les dones 23.333 $. La renda per capita de la població era de 18.509 $. Entorn del 5,9% de les famílies i el 4,8% de la població estaven per davall del llindar de pobresa.

## Poblacions més properes
El següent diagrama mostra les poblacions més properes.